# Pueblo hadiya
El pueblo Hadiya ( también conocido com Hadiyya, Hadia, Hadeya, Gudela o Gudella) es un grupo étnico etíope que habla el idioma Hadiyya, lengua afroasíatica, del subgrupo cuchítica del este. Históricamente ocupó las tierras comprendidas entre Harar y Gurage, en Etiopía centro oriental. Desde finales del siglo XX y el XXI mayoritariamente se encuentran al sur de Adís Abeba en la región de Gurage, Kambaata, Hadiya entre los ríos Omo y Billate, en la ciudad de Hosaina (también Hossana o Hossanna) y sus alrededores. El 93% de la población vive en áreas rurales. Los hadiya eran musulmanes, pero se convirtieron al cristianismo en los últimos siglos. Se estima una población de 1.269.382 personas, que se identifican con la etnia,

## Origen

Mapa de zonas de Etiopía

El actual pueblo Hadiya es el resultado de un antiguo complejo étnico mucho más grande bajo el otrora poderoso principado musulmán llamado Sultanato hadiya. Se cree que son originalmente descendientes del antiguo Sidama del extinto pueblo Harla que vivió bajo el Reino de Harla en el siglo IX.